# 熊本県道1号熊本玉名線
熊本県道1号熊本玉名線（くまもとけんどう1ごう くまもとたまなせん）は、熊本県熊本市中央区から玉名市に至る県道（主要地方道）である。

## 概要
熊本市中央区南坪井町から玉名市大倉に至る。
熊本市と玉名市を結ぶ道路の一つで、藤崎八旛宮の鳥居がある藤崎宮前交差点を起点に、金峰山の山地や玉名の干拓地を通り、玉名市桃田交差点を結んでいる。
金峰山を通るためカーブは多いものの、最高速度が30 km/hに制限される急カーブは玉名市天水町小天のループ橋を除き存在しない。
熊本市西区河内町から玉名市天水町小天にかけては、河内みかんと呼ばれるみかんの名産地を通るため、みかん畑が多いが、みかん畑が多いため棚田は皆無である。玉名市天水町小天から終点にかけては、戦国時代から昭和まで断続的に続いた干拓地を通るため、田畑が多い。
熊本市西区河内町で歩道を整備する改良工事が進められている。玉名市天水町小天の玉名市立小天小学校周辺に狹隘区間があるが、住宅街のため工事等は行われていない。
なお、熊本市西区と玉名市天水町を結ぶ道路は他に国道501号があるが、熊本市西区小島の坪井川橋から熊本市西区河内町船津の河内まちづくりセンター付近までを坪井川の河口や有明海の海岸線沿いを通るため、最高速度が30 km/hに制限される急カーブが複数存在する。また、宇土市方面から玉名市方面までを、熊本市の市街地を経由せずに結んでいるため、大型車の通行も多い。

### 路線データ
- 起点：熊本市中央区南坪井町（藤崎宮前交差点、国道3号交点、熊本県道31号熊本田原坂線起点）
- 終点：熊本県玉名市大倉（玉名市桃田交差点、熊本県道347号寺田岱明線交点）
- 総延長：28.8 km

## 歴史
- 1954年（昭和29年）1月20日 - 建設省（現・国土交通省）告示により、主要地方道熊本玉名線として指定される。
- 1955年（昭和30年） - 前年の主要地方道指定に伴い、熊本県告示により、熊本県道熊本玉名線として路線認定される（当時の整理番号は5）[注釈 1]。
- 1970年（昭和45年） - 1972年（昭和47年）頃 - 整理番号が1に変更される。
- 1993年（平成5年）5月11日 - 建設省から、主要県道熊本玉名線の一部・主要県道熊本鈴麦線[注釈 2]の一部・一般県道天水熊本線[注釈 3]・一般県道植木河内港線の一部が熊本玉名線として主要地方道に指定される[1]。
- 1993年（平成5年）度 - 同年度内の指定区間変更に伴い、熊本県道としての路線も一部変更になる[注釈 4][注釈 5]。

## 路線状況
起点から熊本県道31号熊本田原坂線との重複区間が終わる上熊本1丁目交差点までは4車線、上熊本1丁目交差点から熊本市西区河内町岳の峠の茶屋公園付近までおよび天水町小天交差点から終点までは2車線（追い越しのためのはみ出し禁止）、峠の茶屋公園付近から玉名市天水町小天のさざんかロードとの三差路の先まで2車線（はみ出し可・追い越し可）、玉名市天水町小天のさざんかロードとの三差路の先から天水町小天交差点までは1.5車線と2車線が入り組んでいる。

### 重複区間
- 熊本県道31号熊本田原坂線（熊本市中央区南坪井町・藤崎宮前交差点（起点） - 熊本市西区上熊本1丁目）
- 熊本県道101号植木河内港線（熊本市西区河内町岳）
- 国道501号（玉名市天水町立花 - 玉名市天水町部田見・天水町部田見交差点）
- 熊本県道113号玉名植木線（玉名市伊倉南方・伊倉南方交差点 - 玉名市伊倉北方）

### 道路施設

#### 橋梁
- 坪井橋（坪井川、熊本市中央区）
- 蟹ケ谷橋（熊本市西区）
- 境谷川橋（熊本市西区 - 玉名市）
- 下有所橋（玉名市）
- 下古閑橋（玉名市）
- 本山橋（玉名市）
- 天水橋（玉名市）
- 新花立橋（玉名市）
- 尾田川橋（尾田川、玉名市）
- 大島橋（尾田川、玉名市）

## 地理

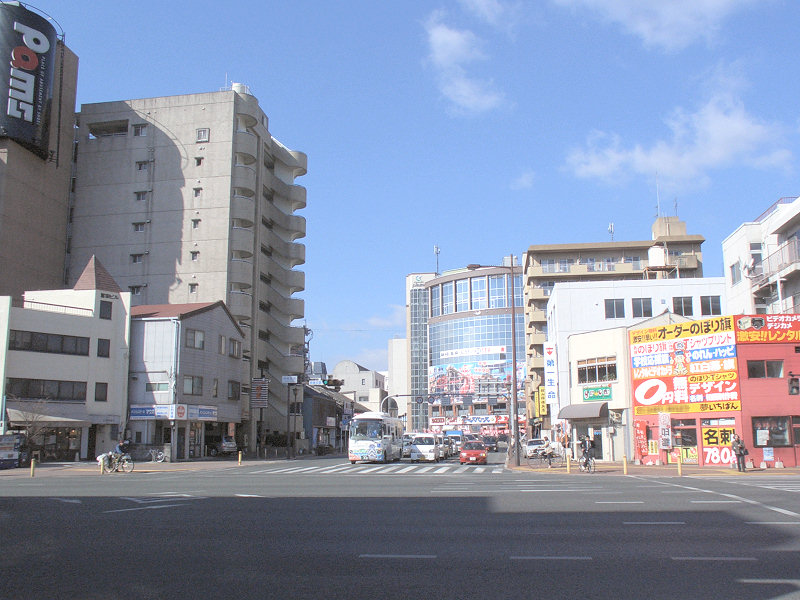
起点 藤崎宮前交差点

### 通過する自治体
- 熊本市（中央区 - 西区）
- 玉名市

### 交差する道路
| 交差する道路                                                 | 市町村名 | 市町村名 | 交差する場所 | 交差する場所            |
| ------------------------------------------------------------ | -------- | -------- | ------------ | ----------------------- |
| 国道3号 国道208号 重複 熊本県道31号熊本田原坂線 重複区間起点 | 熊本市   | 中央区   | 南坪井町     | 藤崎宮前交差点 / 起点   |
| 熊本県道303号四方寄熊本線                                    | 熊本市   | 中央区   | 京町1丁目    | [ 注釈 6 ]              |
| 熊本県道31号熊本田原坂線 重複区間終点                        | 熊本市   | 西区     | 上熊本1丁目  | 上熊本1丁目交差点       |
| 熊本県道330号熊本山鹿自転車道線                              | 熊本市   | 西区     | 花園1丁目    |                         |
| 熊本県道101号植木河内港線 重複区間起点                       | 熊本市   | 西区     | 河内町岳     |                         |
| 熊本県道101号植木河内港線 重複区間終点                       | 熊本市   | 西区     | 河内町岳     |                         |
| 熊本県道332号小天下硯川線                                    | 玉名市   | 玉名市   | 天水町小天   |                         |
| 国道501号 重複区間起点                                       | 玉名市   | 玉名市   | 天水町立花   |                         |
| 国道501号 重複区間終点 熊本県道191号部田見木葉線             | 玉名市   | 玉名市   | 天水町部田見 | 天水町部田見交差点      |
| 熊本県道167号肥後伊倉停車場線                                | 玉名市   | 玉名市   | 伊倉南方     |                         |
| 熊本県道113号玉名植木線 重複区間起点                         | 玉名市   | 玉名市   | 伊倉南方     | 伊倉南方交差点          |
| 熊本県道113号玉名植木線 重複区間終点                         | 玉名市   | 玉名市   | 伊倉北方     |                         |
| 熊本県道347号寺田岱明線                                      | 玉名市   | 玉名市   | 大倉         | 玉名市桃田交差点 / 終点 |

### 交差する鉄道
- 熊本市電上熊本線
- 鹿児島本線
- 九州新幹線

### 沿線
- 熊本電気鉄道藤崎線 藤崎宮前駅
- 熊本信愛女学院中学高等学校
- 熊本市立城東小学校
- 熊本市立藤園中学校
- 熊本市立あおば特別支援学校
- 熊本中央高等学校
- 熊本城
- 熊本市電上熊本線 本妙寺入口停留場
- 本妙寺郵便局
- 本妙寺
- 峠の茶屋
- 芳野郵便局
- 金峰山
- 玉名市立小天小学校
- 天水郵便局
- 菊池川